# Lijst van wereldkampioenen kunstschaatsen paren
De Wereldkampioenschappen kunstschaatsen worden gevormd door vier toernooien die door de Internationale Schaatsunie (ISU) worden georganiseerd. Sinds 1908 wordt het kampioenschap voor de paren georganiseerd.

## Kampioenen
Achtenveertig paren werden op een van de 98 edities  een of meerdere keren wereldkampioen. Irina Rodnina uit de Sovjet-Unie is met tien wereldtitels, van 1969 tot en met 1978 onafgebroken behaald, de succesvolste paarrijdster. Ze evenaarde hiermee de prestatie van Ulrich Salchow die van 1901-1905 en 1907-1911 tien keer wereldkampioen bij de mannen werd en Sonja Henie die tien jaar opeenvolgend (van 1927-1936) wereldkampioen bij de vrouwen werd. Rodnina voltooide deze reeks met twee partners. Vier keer (1969-1972) met Aleksej Oelanov en zes keer (1973-1978) met Aleksandr Zajtsev, die met deze zes wereldtitels de succesvolste mannelijke paarrijder werd en nog steeds is. De Duitse Aliona Savchenko behaalde ook zes keer de wereldtitel, ze deed dit vijf keer met Robin Szolkowy (2008, 2009, 2011, 2012 en 2014) en in 2018 met Bruno Massot. Naast genoemde paren zijn er zes paren die vier keer het kampioenschap op hun naam schreven en drie paren die drie keer wereldkampioen werden. Veertien paren werden tweemaal wereldkampioen en 21 eenmaal.
Naast Irina Rodnina en Aliona Savchenko is de Oostenrijkse Helene Engelmann de enige andere vrouw die ook met twee partners wereldkampioen werd, in 1913 met Karl Mejstrik en in 1922 en 1924 met Alfred Berger. Naast haar twee wereldtitels bij de paren (1925, 1927 met Ludwig Wrede) werd de Oostenrijkse Herma Szabo ook vijfmaal (1922-1926) wereldkampioen bij de vrouwen solo.

### Belgische podiumplaatsen
Drie keer stond een Belgisch paar op het erepodium bij het WK kunstschaatsen. In 1947 werd het paar Micheline Lannoy / Pierre Baugniet wereldkampioen, en het paar Suzanne Diskeuve / Edmond Verbustel eindigde op de derde plaats. In 1948 slaagde het paar Lannoy / Baugniet erin om hun titel te prolongeren.

## Medaillewinnaars
| Jaar      | Locatie                                               | Goud                                                  | Zilver                                                | Brons                                                 |
| --------- | ----------------------------------------------------- | ----------------------------------------------------- | ----------------------------------------------------- | ----------------------------------------------------- |
| 1908      | Sint-Petersburg                                       | Anna Hübler Heinrich Burger                           | Phyllis Johnson James H. Johnson                      | L. P. Popova A. L. Fischer                            |
| 1909      | Stockholm                                             | Phyllis Johnson James H. Johnson                      | Valborg Lindahl Nils Rosenius                         | Gertrud Ström Richard Johanson                        |
| 1910      | Berlijn                                               | Anna Hübler Heinrich Burger                           | Ludowika Eilers Walter Jakobsson                      | Phyllis Johnson James H. Johnson                      |
| 1911      | Wenen                                                 | Ludowika Eilers Walter Jakobsson                      |                                                       |                                                       |
| 1912      | Manchester                                            | Phyllis Johnson James H. Johnson                      | Ludowika Jakobsson-Eilers Walter Jakobsson            | Alexia Bryn-Schøien Yngvar Bryn                       |
| 1913      | Stockholm                                             | Helene Engelmann Karl Mejstrik                        | Ludowika Jakobsson-Eilers Walter Jakobsson            | Christa von Szabó Leo Horwitz                         |
| 1914      | Sankt Moritz                                          | Ludowika Jakobsson-Eilers Walter Jakobsson            | Helene Engelmann Karl Mejstrik                        | Christa von Szabó Leo Horwitz                         |
| 1915-1921 | Geen kampioenschappen vanwege de Eerste Wereldoorlog. | Geen kampioenschappen vanwege de Eerste Wereldoorlog. | Geen kampioenschappen vanwege de Eerste Wereldoorlog. | Geen kampioenschappen vanwege de Eerste Wereldoorlog. |
| 1922      | Davos                                                 | Helene Engelmann rAlfred Berger                       | Ludowika Jakobsson-Eilers Walter Jakobsson            | Margaret Metzner Paul Metzner                         |
| 1923      | Oslo                                                  | Ludowika Jakobsson-Eilers Walter Jakobsson            | Alexia Bryn-Schøien Yngvar Bryn                       | Elna Henrikson Kaj af Ekström                         |
| 1924      | Manchester                                            | Helene Engelmann Alfred Berger                        | Ethel Muckelt John F. Page                            | Elna Henrikson Kaj af Ekström                         |
| 1925      | Wenen                                                 | Herma Szabo Ludwig Wrede                              | Andreé Joly Pierre Brunet                             | Lilly Scholz Otto Kaiser                              |
| 1926      | Berlijn                                               | Andreé Joly Pierre Brunet                             | Lilly Scholz Otto Kaiser                              | Herma Szabo Ludwig Wrede                              |
| 1927      | Wenen                                                 | Herma Szabo Ludwig Wrede                              | Lilly Scholz Otto Kaiser                              | Else Hoppe Oscar Hoppe                                |
| 1928      | Londen                                                | Andreé Joly Pierre Brunet                             | Lilly Scholz Otto Kaiser                              | Melitta Brunner Ludwig Wrede                          |
| 1929      | Boedapest                                             | Lilly Scholz Otto Kaiser                              | Melitta Brunner Ludwig Wrede                          | Olga Orgonista Sandor Szalay                          |
| 1930      | New York                                              | Andrée Joly Pierre Brunet                             | Melitta Brunner Ludwig Wrede                          | Beatrix Loughran Sherwin Badger                       |
| 1931      | Berlijn                                               | Emelie Rotter László Szollás                          | Olga Orgonista Sandor Szalay                          | Idi Papez Karl Zwack                                  |
| 1932      | Montreal                                              | Andreé Joly Pierre Brunet                             | Emelie Rotter László Szollás                          | Beatrix Loughran Sherwin Badger                       |
| 1933      | Stockholm                                             | Emelie Rotter László Szollás                          | Idi Papez Karl Zwack                                  | Randi Bakke-Gjertsen Christen Christensen             |
| 1934      | Helsinki                                              | Emelie Rotter László Szollás                          | Idi Papez Karl Zwack                                  | Maxi Herber Ernst Baier                               |
| 1935      | Boedapest                                             | Emelie Rotter László Szollás                          | Ilse Pausin Erich Pausin                              | Lucy Gallo Rezso Dillinger                            |
| 1936      | Parijs                                                | Maxi Herber Ernst Baier                               | Ilse Pausin Erich Pausin                              | Violet Cliff Leslie Cliff                             |
| 1937      | Wenen                                                 | Maxi Herber Ernst Baier                               | Ilse Pausin Erich Pausin                              | Violet Cliff Leslie Cliff                             |
| 1938      | Berlijn                                               | Maxi Herber Ernst Baier                               | Ilse Pausin Erich Pausin                              | Ilse Koch Gunther Noack                               |
| 1939      | Boedapest                                             | Maxi Herber Ernst Baier                               | Ilse Pausin Erich Pausin                              | Inge Koch Gunther Noack                               |
| 1940-1946 | Geen kampioenschappen vanwege de Tweede Wereldoorlog. | Geen kampioenschappen vanwege de Tweede Wereldoorlog. | Geen kampioenschappen vanwege de Tweede Wereldoorlog. | Geen kampioenschappen vanwege de Tweede Wereldoorlog. |
| 1947      | Stockholm                                             | Micheline Lannoy Pierre Baugniet                      | Karol Kennedy Peter Kennedy                           | Suzanne Diskeuve Edmond Verbustel                     |
| 1948      | Davos                                                 | Micheline Lannoy Pierre Baugniet                      | Andrea Kékesy Ede Király                              | Suzanne Morrow Wallace Diestelmeyer                   |
| 1949      | Parijs                                                | Andrea Kékesy Ede Király                              | Karol Kennedy Peter Kennedy                           | Anne Davies Carleton Hoffner                          |
| 1950      | Londen                                                | Karol Kennedy Peter Kennedy                           | Jennifer Nicks John Nicks                             | Marianne Nagy László Nagy                             |
| 1951      | Milaan                                                | Ria Baran Paul Falk                                   | Karol Kennedy Peter Kennedy                           | Jennifer Nicks John Nicks                             |
| 1952      | Parijs                                                | Ria Baran Paul Falk                                   | Karol Kennedy Peter Kennedy                           | Jennifer Nicks John Nicks                             |
| 1953      | Davos                                                 | Jennifer Nicks John Nicks                             | Frances Dafoe Norris Bowden                           | Marianne Nagy László Nagy                             |
| 1954      | Oslo                                                  | Frances Dafoe Norris Bowden                           | Silvia Grandjean Michel Grandjean                     | Sissy Schwarz Kurt Oppelt                             |
| 1955      | Wenen                                                 | Frances Dafoe Norris Bowden                           | Sissy Schwarz Kurt Oppelt                             | Marianne Nagy László Nagy                             |
| 1956      | Garmisch-Partenkirchen                                | Sissy Schwarz Kurt Oppelt                             | Frances Dafoe Norris Bowden                           | Marika Kilius Franz Ningel                            |
| 1957      | Colorado Springs                                      | Barbara Wagner Robert Paul                            | Marika Kilius Franz Ningel                            | Maria Jelinek Otto Jelinek                            |
| 1958      | Parijs                                                | Barbara Wagner Robert Paul                            | Věra Suchánková Zdeněk Doležal                        | Maria Jelinek Otto Jelinek                            |
| 1959      | Colorado Springs                                      | Barbara Wagner Robert Paul                            | Marika Kilius Hans-Jürgen Bäumler                     | Nancy Ludington-Rouillard Ronald Ludington            |
| 1960      | Vancouver                                             | Barbara Wagner Robert Paul                            | Maria Jelinek Otto Jelinek                            | Marika Kilius Hans-Jürgen Bäumler                     |
| 1961      | Afgelast vanwege de Sabena-vlucht 548 vliegtuigramp.  | Afgelast vanwege de Sabena-vlucht 548 vliegtuigramp.  | Afgelast vanwege de Sabena-vlucht 548 vliegtuigramp.  | Afgelast vanwege de Sabena-vlucht 548 vliegtuigramp.  |
| 1962      | Praag                                                 | Maria Jelinek Otto Jelinek                            | Loedmila Belousova Oleg Protopopov                    | Margret Göbel Franz Ningel                            |
| 1963      | Cortina d'Ampezzo                                     | Marika Kilius Hans-Jürgen Bäumler                     | Loedmila Belousova Oleg Protopopov                    | Tatjana Zjoek Aleksandr Gavrilov                      |
| 1964      | Dortmund                                              | Marika Kilius Hans-Jürgen Bäumler                     | Loedmila Belousova Oleg Protopopov                    | Debbi Wilkes Guy Revell                               |
| 1965      | Colorado Springs                                      | Ludmila Belousova Oleg Protopopov                     | Vivian Joseph Ronald Joseph                           | Tatjana Zjoek Aleksandr Gorelik                       |
| 1966      | Davos                                                 | Loedmila Belousova Oleg Protopopov                    | Tatjana Zjoek Aleksandr Gorelik                       | Cynthia Kauffmann Ronald Kauffmann                    |
| 1967      | Wenen                                                 | Loedmila Belousova Oleg Protopopov                    | Margot Glockshuber Wolfgang Danne                     | Cynthia Kauffmann Ronald Kauffmann                    |
| 1968      | Genève                                                | Loedmila Belousova Oleg Protopopov                    | Tatjana Zjoek Aleksandr Gorelik                       | Cynthia Kauffmann Ronald Kauffmann                    |
| 1969      | Colorado Springs                                      | Irina Rodnina Aleksej Oelanov                         | Tamara Moskvina Alexej Misjin                         | Loedmila Belousova Oleg Protopopov                    |
| 1970      | Ljubljana                                             | Irina Rodnina Aleksej Oelanov                         | Ljoedmila Smirnova Andrej Soeraikin                   | Heidemarie Steiner Heinz-Ulrich Walther               |
| 1971      | Lyon                                                  | Irina Rodnina Aleksej Oelanov                         | Ljoedmila Smirnova Andrej Soeraikin                   | Alicia Jo Starbuck Kenneth Shelley                    |
| 1972      | Calgary                                               | Irina Rodnina Aleksej Oelanov                         | Ljoedmila Smirnova Andrej Soeraikin                   | Alicia Jo Starbuck Kenneth Shelley                    |
| 1973      | Bratislava                                            | Irina Rodnina Aleksandr Zajtsev                       | Ljoedmila Smirnova Aleksej Oelanov                    | Manuela Groß Uwe Kagelmann                            |
| 1974      | München                                               | Irina Rodnina Aleksandr Zajtsev                       | Ljoedmila Smirnova Aleksej Oelanov                    | Romy Kermer Rolf Österreich                           |
| 1975      | Colorado Springs                                      | Irina Rodnina Aleksandr Zajtsev                       | Romy Kermer Rolf Österreich                           | Manuela Groß Uwe Kagelmann                            |
| 1976      | Göteborg                                              | Irina Rodnina Aleksandr Zajtsev                       | Romy Kermer Rolf Österreich                           | Irina Vorobieva Alexandr Vlasov                       |
| 1977      | Tokio                                                 | Irina Rodnina Aleksandr Zajtsev                       | Irina Vorobieva Alexandr Vlasov                       | Tai Reina Babilonia Randy Gardner                     |
| 1978      | Ottawa                                                | Irina Rodnina Aleksandr Zajtsev                       | Manuela Mager Uwe Bewersdorf                          | Tai Reina Babilonia Randy Gardner                     |
| 1979      | Wenen                                                 | Tai Reina Babilonia Randy Gardner                     | Marina Cherkasova Sergej Schachrai                    | Sabine Baeß Tassilo Thierbach                         |
| 1980      | Dortmund                                              | Marina Cherkasova Sergej Schachrai                    | Manuela Mager Uwe Bewersdorf                          | Maria Pestova Stanislav Leonovich                     |
| 1981      | Hartford                                              | Irina Vorobieva Igor Lisovski                         | Sabine Baeß Tassilo Thierbach                         | Christina Riegel Andreas Nischwitz                    |
| 1982      | Kopenhagen                                            | Sabine Baeß Tassilo Thierbach                         | Maria Pestova Stanislav Leonovich                     | Caitlin Carruthers Peter Carruthers                   |
| 1983      | Helsinki                                              | Elena Valova Oleg Vasiliev                            | Sabine Baeß Tassilo Thierbach                         | Barbara Underhill Paul Martini                        |
| 1984      | Ottawa                                                | Barbara Underhill Paul Martini                        | Elena Valova Oleg Vasiliev                            | Sabine Baeß Tassilo Thierbach                         |
| 1985      | Tokio                                                 | Elena Valova Oleg Vasiliev                            | Larisa Seleznova Oleg Makarov                         | Katherina Matousek Lloyd Eisler                       |
| 1986      | Genève                                                | Jekaterina Gordejeva Sergej Grinkov                   | Elena Valova Oleg Vasiliev                            | Cynthia Coull Mark Rowsom                             |
| 1987      | Cincinnati                                            | Jekaterina Gordejeva Sergej Grinkov                   | Elena Valova Oleg Vasiliev                            | Jill Watson Peter Oppegard                            |
| 1988      | Boedapest                                             | Elena Valova Oleg Vasiliev                            | Jekaterina Gordejeva Sergej Grinkov                   | Larisa Seleznova Oleg Makarov                         |
| 1989      | Parijs                                                | Jekaterina Gordejeva Sergej Grinkov                   | Cindy Landry Lyndon Johnston                          | Elena Bechke Denis Petrov                             |
| 1990      | Halifax                                               | Jekaterina Gordejeva Sergej Grinkov                   | Isabelle Brasseur Lloyd Eisler                        | Natalia Mishkutenok Artur Dmitriev                    |
| 1991      | München                                               | Natalia Mishkutenok Artur Dmitriev                    | Isabelle Brasseur Lloyd Eisler                        | Natasha Kuchiki Todd Sand                             |
| 1992      | Oakland                                               | Natalia Mishkutenok Artur Dmitriev                    | Radka Kovaříková René Novotný                         | Isabelle Brasseur Lloyd Eisler                        |
| 1993      | Praag                                                 | Isabelle Brasseur Lloyd Eisler                        | Mandy Wötzel Ingo Steuer                              | Yevgenya Shishkova Vadim Naumov                       |
| 1994      | Chiba                                                 | Yevgenya Shishkova Vadim Naumov                       | Isabelle Brasseur Lloyd Eisler                        | Marina Eltsova Andrei Bushkov                         |
| 1995      | Birmingham                                            | Radka Kovaříková René Novotný                         | Yevgenya Shishkova Vadim Naumov                       | Jenni Meno Todd Sand                                  |
| 1996      | Edmonton                                              | Marina Eltsova Andrei Bushkov                         | Mandy Wötzel Ingo Steuer                              | Jenni Meno Todd Sand                                  |
| 1997      | Lausanne                                              | Mandy Wötzel Ingo Steuer                              | Marina Eltsova Andrei Bushkov                         | Oksana Kazakova Artur Dmitriev                        |
| 1998      | Minneapolis                                           | Yelena Berezhnaya Anton Sikharulidze                  | Jenni Meno Todd Sand                                  | Peggy Schwartz Mirko Müller                           |
| 1999      | Helsinki                                              | Yelena Berezhnaya Anton Sikharulidze                  | Shen Xue Zhao Hongbo                                  | Dorota Zagórska Mariusz Siudek                        |
| 2000      | Nice                                                  | Maria Petrova Aleksej Tichonov                        | Shen Xue Zhao Hongbo                                  | Sarah Abitbol Stephane Bernadis                       |
| 2001      | Vancouver                                             | Jamie Salé David Pelletier                            | Yelena Berezhnaya Anton Sikharulidze                  | Shen Xue Zhao Hongbo                                  |
| 2002      | Nagano                                                | Shen Xue Zhao Hongbo                                  | Tatjana Totmjanina Maksim Marinin                     | Kyoko Ina John Zimmerman                              |
| 2003      | Washington D.C.                                       | Shen Xue Zhao Hongbo                                  | Tatjana Totmjanina Maksim Marinin                     | Maria Petrova Aleksej Tichonov                        |
| 2004      | Dortmund                                              | Tatjana Totmjanina Maksim Marinin                     | Shen Xue Zhao Hongbo                                  | Pang Qing Tong Jian                                   |
| 2005      | Moskou                                                | Tatjana Totmjanina Maksim Marinin                     | Maria Petrova Aleksej Tichonov                        | Zhang Dan Zhang Hao                                   |
| 2006      | Calgary                                               | Pang Qing Tong Jian                                   | Zhang Dan Zhang Hao                                   | Maria Petrova Aleksej Tichonov                        |
| 2007      | Tokio                                                 | Shen Xue Zhao Hongbo                                  | Pang Qing Tong Jian                                   | Aliona Savchenko Robin Szolkowy                       |
| 2008      | Göteborg                                              | Aliona Savchenko Robin Szolkowy                       | Zhang Dan Zhang Hao                                   | Jessica Dube Bryce Davison                            |
| 2009      | Los Angeles                                           | Aliona Savchenko Robin Szolkowy                       | Zhang Dan Zhang Hao                                   | Yuko Kawaguchi Alexander Smirnov                      |
| 2010      | Turijn                                                | Pang Qing Tong Jian                                   | Aliona Savchenko Robin Szolkowy                       | Yuko Kawaguchi Alexander Smirnov                      |
| 2011      | Moskou                                                | Aliona Savchenko Robin Szolkowy                       | Tatjana Volosozjar Maksim Trankov                     | Pang Qing Tong Jian                                   |
| 2012      | Nice                                                  | Aliona Savchenko Robin Szolkowy                       | Tatjana Volosozjar Maksim Trankov                     | Narumi Takahashi Mervin Tran                          |
| 2013      | London                                                | Tatjana Volosozjar Maksim Trankov                     | Aliona Savchenko Robin Szolkowy                       | Meagan Duhamel Eric Radford                           |
| 2014      | Saitama                                               | Aliona Savchenko Robin Szolkowy                       | Ksenia Stolbova Fjodor Klimov                         | Meagan Duhamel Eric Radford                           |
| 2015      | Shanghai                                              | Meagan Duhamel Eric Radford                           | Sui Wenjing Han Cong                                  | Pang Qing Tong Jian                                   |
| 2016      | Boston                                                | Meagan Duhamel Eric Radford                           | Sui Wenjing Han Cong                                  | Aliona Savchenko Bruno Massot                         |
| 2017      | Helsinki                                              | Sui Wenjing Han Cong                                  | Aliona Savchenko Bruno Massot                         | Jevgenia Tarasova Vladimir Morozov                    |
| 2018      | Milaan                                                | Aliona Savchenko Bruno Massot                         | Jevgenia Tarasova Vladimir Morozov                    | Vanessa James Morgan Ciprès                           |
| 2019      | Saitama                                               | Sui Wenjing Han Cong                                  | Jevgenia Tarasova Vladimir Morozov                    | Natalja Zabijako Aleksandr Enbert                     |
| 2020      | Afgelast naar aanleiding van de coronapandemie.       | Afgelast naar aanleiding van de coronapandemie.       | Afgelast naar aanleiding van de coronapandemie.       | Afgelast naar aanleiding van de coronapandemie.       |
| 2021      | Stockholm                                             | * Anastasia Misjina Aleksandr Galliamov               | Sui Wenjing Han Cong                                  | * Aleksandra Bojkova Dmitri Kozlovski                 |

2021: * De Russische paren kwamen officieel onder de vlag van de Russische kunstschaatsfederatie (FSR) uit.

## Medailleklassement per land
| #  | Land               | Goud | Zilver | Brons | Totaal |
| -- | ------------------ | ---- | ------ | ----- | ------ |
| 1  | Sovjet-Unie        | 24   | 19     | 08    | 051    |
| 2  | (West-)Duitsland * | 18   | 10     | 11    | 039    |
| 3  | Canada             | 12   | 07     | 11    | 030    |
| 4  | Rusland **         | 10   | 11     | 11    | 032    |
| 5  | Oostenrijk         | 07   | 13     | 07    | 027    |
| 6  | China              | 07   | 10     | 05    | 022    |
| 7  | Hongarije          | 05   | 03     | 05    | 013    |
| 8  | Frankrijk          | 04   | 01     | 02    | 007    |
| 9  | Finland *          | 03   | 04     | 0     | 007    |
| 10 | Groot-Brittannië   | 03   | 03     | 05    | 011    |
| 11 | Verenigde Staten   | 02   | 06     | 17    | 025    |
| 12 | België             | 02   | 0      | 01    | 003    |
| 13 | Oost-Duitsland     | 01   | 06     | 06    | 013    |
| 14 | Tsjechië           | 01   | 0      | 0     | 001    |
| 15 | Tsjechoslowakije   | 0    | 02     | 01    | 003    |
| 16 | Zweden             | 0    | 01     | 04    | 005    |
| 17 | Noorwegen          | 0    | 01     | 02    | 003    |
| 18 | Zwitserland        | 0    | 01     | 0     | 001    |
| 19 | Japan              | 0    | 0      | 01    | 001    |
| "  | Polen              | 0    | 0      | 01    | 001    |

* inclusief goud + zilver door het (latere echt) paar Ludowika Eilers (Dui) /Walter Jakobsson (Fin)
** inclusief 1x goud 1992 (GOS), 1x goud en 1x brons 2021 (FSR, Russische kunstschaatsfederatie)
Medaillewinnaars

Mannen · 
Vrouwen ·
Paren · 
IJsdansen

 Toernooi

1896 · 
1897 · 
1898 · 
1899 · 
1900 · 
1901 · 
1902 · 
1903 · 
1904 · 
1905 · 
1906 · 
1907 · 
1908 · 
1909 · 
1910 · 
1911 · 
1912 · 
1913 · 
1914 · 
1915-1921 · 
1922 · 
1923 · 
1924 · 
1925 · 
1926 · 
1927 · 
1928 · 
1929 · 
1930 · 
1931 · 
1932 · 
1933 · 
1934 · 
1935 · 
1936 · 
1937 · 
1938 · 
1939 ·
1940-1946 · 
1947 · 
1948 · 
1949 · 
1950 · 
1951 · 
1952 · 
1953 · 
1954 · 
1955 · 
1956 · 
1957 · 
1958 · 
1959 · 
1960 · 
1961 · 
1962 · 
1963 · 
1964 · 
1965 · 
1966 · 
1967 · 
1968 · 
1969 · 
1970 · 
1971 · 
1972 · 
1973 · 
1974 · 
1975 · 
1976 · 
1977 · 
1978 · 
1979 · 
1980 · 
1981 · 
1982 · 
1983 · 
1984 · 
1985 · 
1986 · 
1987 · 
1988 · 
1989 · 
1990 · 
1991 · 
1992 · 
1993 · 
1994 · 
1995 ·
1996 · 
1997 · 
1998 · 
1999 · 
2000 · 
2001 · 
2002 · 
2003 · 
2004 · 
2005 · 
2006 ·
2007 ·
2008 ·
2009 ·
2010 ·
2011 ·
2012 ·
2013 ·
2014 ·
2015 ·
2016 ·
2017 ·
2018 ·
2019 · 
2020 · 
2021 ·
2022 ·
2023 ·
2024

 ISU-kampioenschappen

WK kunstschaatsen junioren ·
EK kunstschaatsen ·
Viercontinentenkampioenschap ·
Olympische Spelen